# Cantón Hermosillo
Cantón Hermosillo är en ort i Mexiko.   Den ligger i kommunen Tapachula och delstaten Chiapas, i den sydöstra delen av landet, 900 km sydost om huvudstaden Mexico City. Cantón Hermosillo ligger 532 meter över havet och antalet invånare är 195.
Terrängen runt Cantón Hermosillo är lite bergig. Runt Cantón Hermosillo är det ganska tätbefolkat, med 179 invånare per kvadratkilometer. Närmaste större samhälle är Tapachula, 19,3 km söder om Cantón Hermosillo. I omgivningarna runt Cantón Hermosillo växer i huvudsak städsegrön lövskog.